# Peter van de Merwe
Peter van de Merwe (Breda, 13 de enero de 1942-St. Willebrord, 24 de febrero de 2016) fue un futbolista neerlandés que jugaba en la demarcación de portero.

## Selección nacional
Jugó un total de cinco partidos con la selección de fútbol de Países Bajos. Debutó el 9 de mayo de 1962 en un partido amistoso contra Irlanda del Norte que finalizó con un resultado de 4-0 a favor del combinado neerlandés tras los goles de Sjaak Swart, Piet van der Kuil y un doblete de Tonny van der Linden. Jugó tres partidos amistosos más, hasta que el 11 de noviembre de 1962 jugó su quinto y último partido con la selección, para la clasificación para la Eurocopa 1964 contra Suiza, que acabó con un marcador de 3-1 a favor de los Países Bajos tras los tantos de Tonny van der Linden, Sjaak Swart y Henk Groot.

## Clubes
| Club      | País         | Año         | Partidos | Goles |
| --------- | ------------ | ----------- | -------- | ----- |
| NAC Breda | Países Bajos | 1959 - 1971 | 257      | 0     |